# Lovro Perković
Lovro Perković (Split, 12. rujna 1910. – 24. lipnja 1998.) je bio hrvatski arhitekt.

## Životopis
Rodio se je u Splitu. Studirao je arhitekturu u Pragu. Kao student u Pragu bio na jednom predavanju Le Corbusiera, što je ostavilo trajan trag u njegovu poimanju arhitekture. Završio je studij 1935. godine. Pripada "praškoj školi" splitskih intelektualaca. Većina tadašnjih arhitekata u Splitu bila praški studenti koji su promicali suvremena arhitektonska stremljenja, a tad se i stvarala kritična masa protagonista modernog pokreta (arhitekata, kritičara, publicista) koja je djelovala na relaciji Split – Prag. Perkovićevo je djelo u urbanom izgledu Splita prisutno je gotovo na svakom koraku. Djelovao je u Splitu 1957. – 1979. 
Radio je u raznim projektnim uredima i građevinskim poduzećima, poput splitskog Konstruktora i dubrovačkog Graditelja. Sav opseg njegova rada teško je bilo prikupiti, jer su arhivi nerazumno uništavani nakon Drugog svjetskog rata te desetljećima poslije, a opsežan arhiv, dokumentaciju i fotodokumentaciju radova sačuvani su entuzijazmom bivših djelatnika Urbanističkog zavoda Splita i odgovornih pojedinaca.
Projektirao je stotinjak stambenih, poslovnih i školskih zgrada, obiteljske kuće, hotele i turističke komplekse. Predstavnik je funkcionalističke arhitekture. Posebnu pažnju je poklanjao uklapanju građevina u urbani ili prirodni okoliš. Njegovi su poznati projekti: 
- hotelsko naselje "Marina Lučica", Primošten, 1971.,[2] danas razrušeno
- zgrada FESB-a na Pisanom kamenu, Ruđera Boškovića b.b., Split, 1977. – 1979.[2][1]
- poslovna zgrada u ulici kralja Zvonimira, Split, 1964.[1][2]
- Plivački bazen-hotel Stadion (Gruž)/“Jug” u Gružu, Put Republike 11, Dubrovnik, 1959. – 1961. (pregrađen 2002.)[1][2]
- Pomorski tehnikum na Lapadu, Šetalište kralja Zvonimira 4, Dubrovnik, 1951. – 1953. (danas Pomorsko-tehnička škola)[1][2]
- stambena zgrada (kuća Grabovac) na Bačvicama, Bukovčeva 18, Split, 1939.[1][2]
- hotel Marjan u Splitu, Obala kneza Branimira 8, 1961. – 1963.[2][1] (nagrada Viktor Kovačić, 1964.)[2]
- stambena zgrada, Zagrebačka 3, Split, 1953. – 1955.
- stambena zgrada, Park Emanuela Vidovića, Gundulićeva 1, 3, 5, 7 i 9, Split, 1954. – 1957.[2]
- kuća Čikeš, Mažuranićevo šetalšta 6a, Split, 1957.[2]
- obiteljska kuća, Šetalište Bačvice 55, Firule, Split, 1958.[2]
- tipske stambene zgrade URBS4, Lovretska 15-25 (+Firule, Mažuranićevo šetalište...), Split, 1960. – 1964.[2]
- Koteksov neboder, ul. kralja Zvonimira 14, Split, 1960. – 1966.[2]
- stambena uglovnica, ul. Augusta Cesarca, Meje, Split, 1972.[2]

## Vanjske poveznice
- Perković, Lovro Hrvatska tehnička enciklopedija, portal hrvatske tehničke baštine. LZMK